# 제2회 한게임 장기 챔피언스리그
제2회 한게임 장기 챔피언스리그는 2008년에 개최되었던 온라인 게임 포털 사이트인 한게임에서 치러진 장기 기전 및 이벤트이다. 선발된 장기 기사들의 풀 리그전이 치러진 뒤, 최종 합산 성적 상위 3명을 선발한 후, 합산 점수 상위 2,3위 끼리 3번기 대국을 하여 승자가 1위와 5번기 대국을 한다.

## 선발된 장기 기사
- 이양근九단
- 김기영三단
- 김경중九단
- 김동학三단
- 차선균初단
- 김현기初단

## 풀 리그전

### 풀리그전 총 전적
| 선수명     | 김경중九단 | 김기영三단 | 김동학三단 | 차선균初단 | 이양근九단 | 김현기初단 | 총전적      |
| 김경중九단 | ×          | 패(0:2)    | 패(0:2)    | 패(0:2)    | 패(0:2)    | 무(1:1)    | 1무 4패     |
| 김기영三단 | 승(2:0)    | ×          | 무(1:1)    | 무(1:1)    | 승(2:0)    | 승(2:0)    | 3승 2무     |
| 김동학三단 | 승(2:0)    | 무(1:1)    | ×          | 패(0:2)    | 승(2:0)    | 승(2:0)    | 3승 1무 1패 |
| 차선균初단 | 승(2:0)    | 무(1:1)    | 승(2:0)    | ×          | 승(2:0)    | 승(2:0)    | 4승 1무     |
| 이양근九단 | 승(2:0)    | 패(0:2)    | 패(0:2)    | 패(0:2)    | ×          | 패(0:2)    | 1승 4패     |
| 김현기初단 | 무(1:1)    | 패(0:2)    | 패(0:2)    | 패(0:2)    | 승(2:0)    | ×          | 1승 1무 3패 |

- 각 기사간에 총 두대국씩 풀리그로 하였으며, 완승과 점수승은 1점, 점수패와 완패는 모두 0점으로 하였다.

### 풀리그전 최종순위
| 순위 | 기사명     | 전적        |
| ---- | ---------- | ----------- |
| 1    | 차선균初단 | 4승 1무     |
| 2    | 김기영三단 | 3승 2무     |
| 3    | 김동학三단 | 3승 1무 1패 |
| 4    | 김현기初단 | 1승 1무 3패 |
| 5    | 이양근九단 | 1승 4패     |
| 6    | 김경중九단 | 1무 4패     |

## 결승전 및 3위 결정전
|  | 3위 결정전 | 3위 결정전 | 3위 결정전 |  |  | 결승전     | 결승전     | 결승전 |  |
|  |            |            |            |  |  |            |            |        |  |
|  | 김기영三단 | 김기영三단 | 2          |  |  |            |            |        |  |
|  | 김동학三단 | 김동학三단 | 0          |  |  | 차선균初단 | 차선균初단 | 3      |  |
|  |            |            |            |  |  | 김기영三단 | 김기영三단 | 1      |  |

- 우승 = 차선균
- 준우승 = 김기영
- 3위 = 김동학